# Serghei Gafina
Serghei Gafina (n. 10 noiembrie 1984) este un fotbalist moldovean, care joacă pe postul de fundaș, în prezent fiind liber de contract. Ultima dată a evoluat la clubul Zimbru Chișinău în Divizia Națională. Anterior a petrecut șase ani la FC Iskra-Stali Rîbnița, club pentru care a jucat în 141 de meciuri de campionat și 8 meciuri de cupă.
Cu Zimbru, Gafina a jucat în UEFA Europa League împotriva galezilor de la Bangor City FC.
În 2010 Serghei Gafina a jucat într-un meci amical pentru echipa națională de fotbal a Moldovei, contra naționalei Emiratelor Arabe Unite, pierdut cu scorul de 2–3.